# (3039) Yangel
(3039) Yanguel, désignation internationale (3039) Yangel, est un astéroïde de la ceinture principale.

## Description
(3039) Yanguel est un astéroïde de la ceinture principale. Il fut découvert le 26 septembre 1978 à Naoutchnyï par Lioudmila Jouravliova. Il présente une orbite caractérisée par un demi-grand axe de 2,56 UA, une excentricité de 0,15 et une inclinaison de 15,2° par rapport à l'écliptique.

## Compléments